# Rutland (Iowa)
Rutland es una ciudad ubicada en el condado de Humboldt en el estado estadounidense de Iowa. En el Censo de 2010 tenía una población de 126 habitantes y una densidad poblacional de 53,99 personas por km².

## Geografía
Rutland se encuentra ubicada en las coordenadas 42°45′41″N 94°17′43″O / 42.76139, -94.29528. Según la Oficina del Censo de los Estados Unidos, Rutland tiene una superficie total de 2,33 km², de la cual 2,33 km² corresponden a tierra firme y (0%) 0 km² es agua.

## Demografía
Según el censo de 2010, había 126 personas residiendo en Rutland. La densidad de población era de 53,99 hab./km². De los 126 habitantes, Rutland estaba compuesto por el 99,21% blancos, el 0% eran afroamericanos, el 0% eran amerindios, el 0% eran asiáticos, el 0% eran isleños del Pacífico, el 0% eran de otras razas y el 0,79% pertenecían a dos o más razas. Del total de la población el 0% eran hispanos o latinos de cualquier raza.